# Auriglobus nefastus
Auriglobus nefastus és una espècie de peix de la família dels tetraodòntids i de l'ordre dels tetraodontiformes.

## Morfologia
- Els mascles poden assolir 13 cm de longitud total.[1][2]

## Alimentació
Menja escates de peixos.

## Hàbitat
És un peix d'aigua dolça, de clima tropical i demersal.

## Distribució geogràfica
Es troba a Àsia: des de la conca del riu Mekong fins a Indonèsia.

## Observacions
És inofensiu per als humans.